# ジャンヌ・マリヴェル
ジャンヌ・マリヴェル（仏: Jeanne Malivel、1895年4月15日 – 1926年9月2日）は、フランスのデザイナー、イラストレイター。ブルトン人（ブルターニュ）民族主義芸術運動「セズ・ブルール」に影響を与えた。

## 生涯
ルデアックの生まれ。
1922年、ブルトン人民族主義者Jeanne Coroller-Danio（1892年 - 1944年）の著書 『ブルターニュの歴史』のための挿絵を木版画で描く。その絵はポール・ゴーギャンやエミール・ベルナールら初期綜合主義の影響が見受けられる。
画家で彫刻家のルネ・イヴ・クレストン（1898年 - 1964年）はこの絵を、美術界にブルトン様式を復活させる契機となるものと高く評価。クレストンとともに多くの作品を作り、セズ・ブルール運動を興した。セズ・ブルールという名前は、マリヴェルが収集・出版したブルターニュの民話「Seiz Breur（7人兄弟）」に由来する。
マリヴェルはフレスコ画も描き、また家具、刺繍、陶磁器のデザインも手掛けた。1925年にはパリ万国博覧会にクレストンと共同製作した家具を出展した。
翌1926年、31歳で急死。運動はクレストンが指導していくことになった。

## ギャラリー

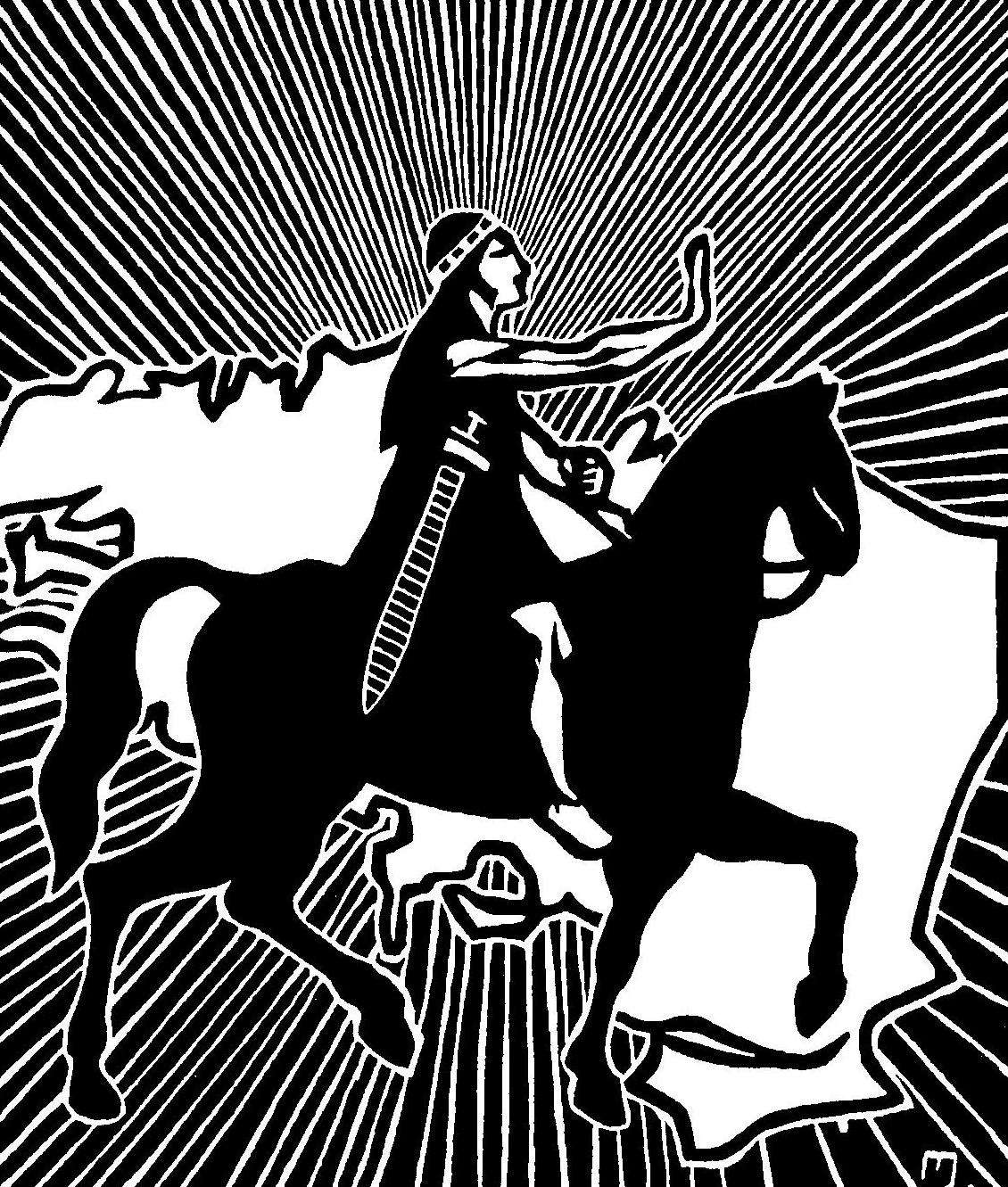
『ブルターニュの歴史』の挿絵(1922年)
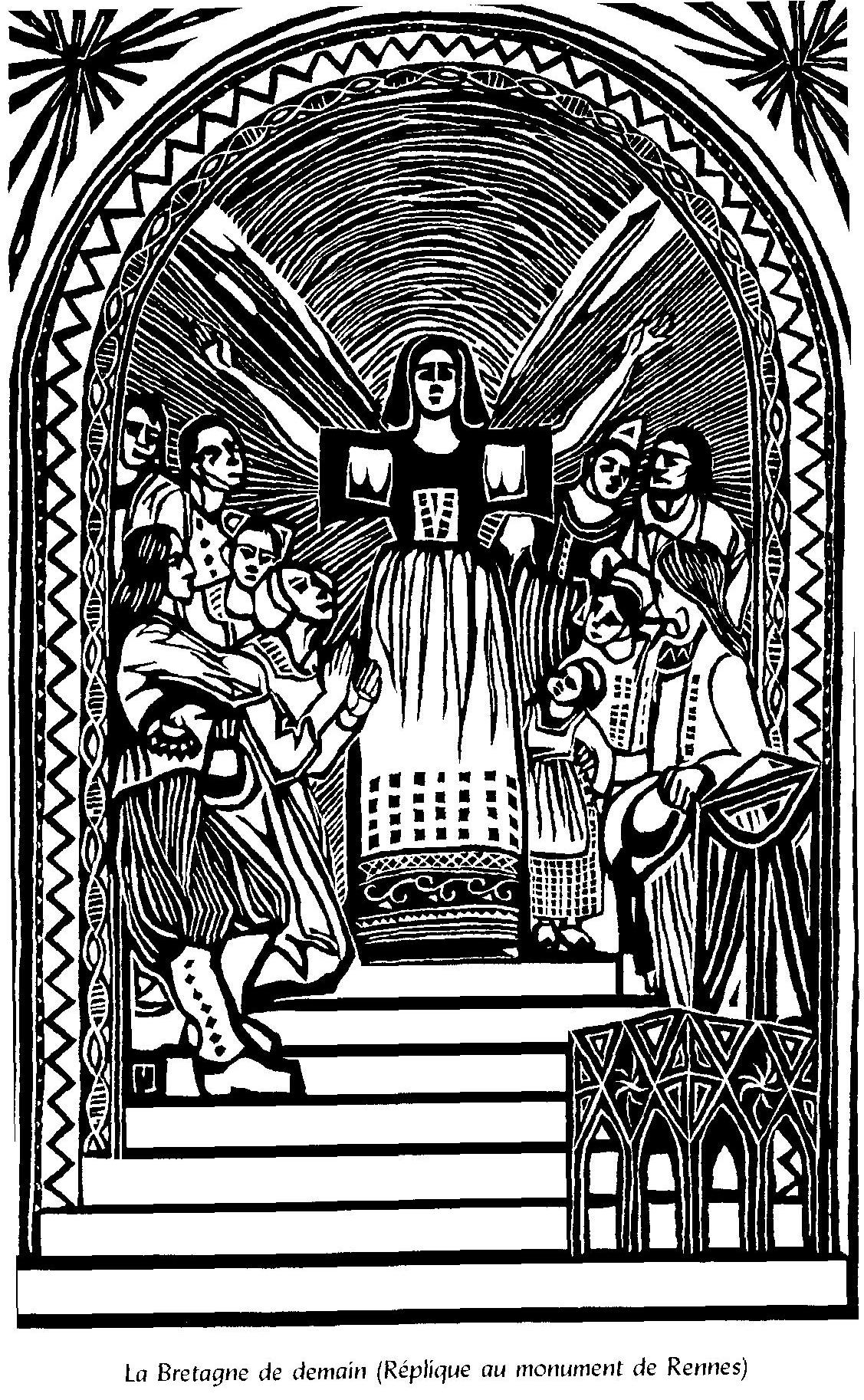
『ブルターニュの歴史』の挿絵(1922年)
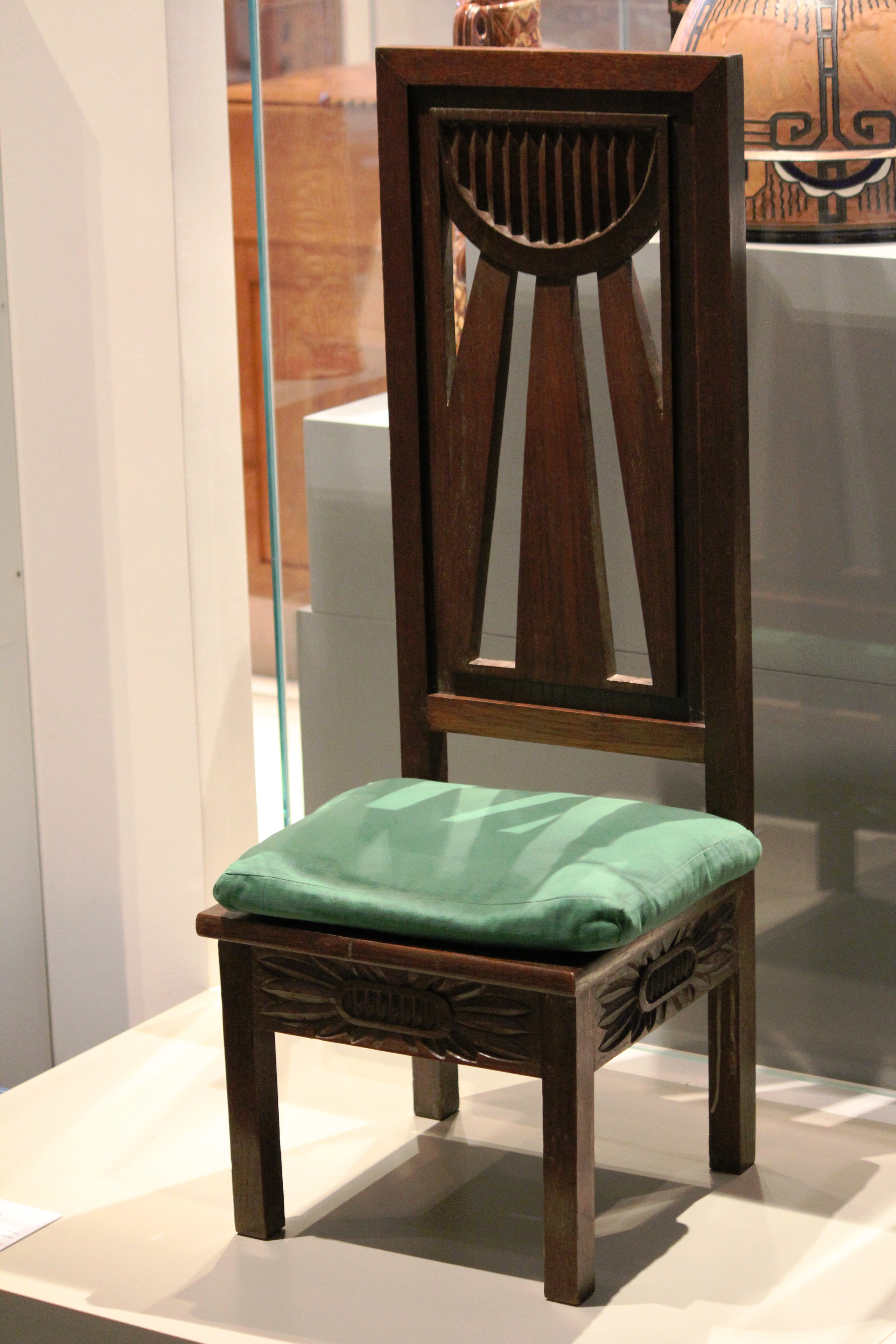
マリヴェルがデザインした椅子
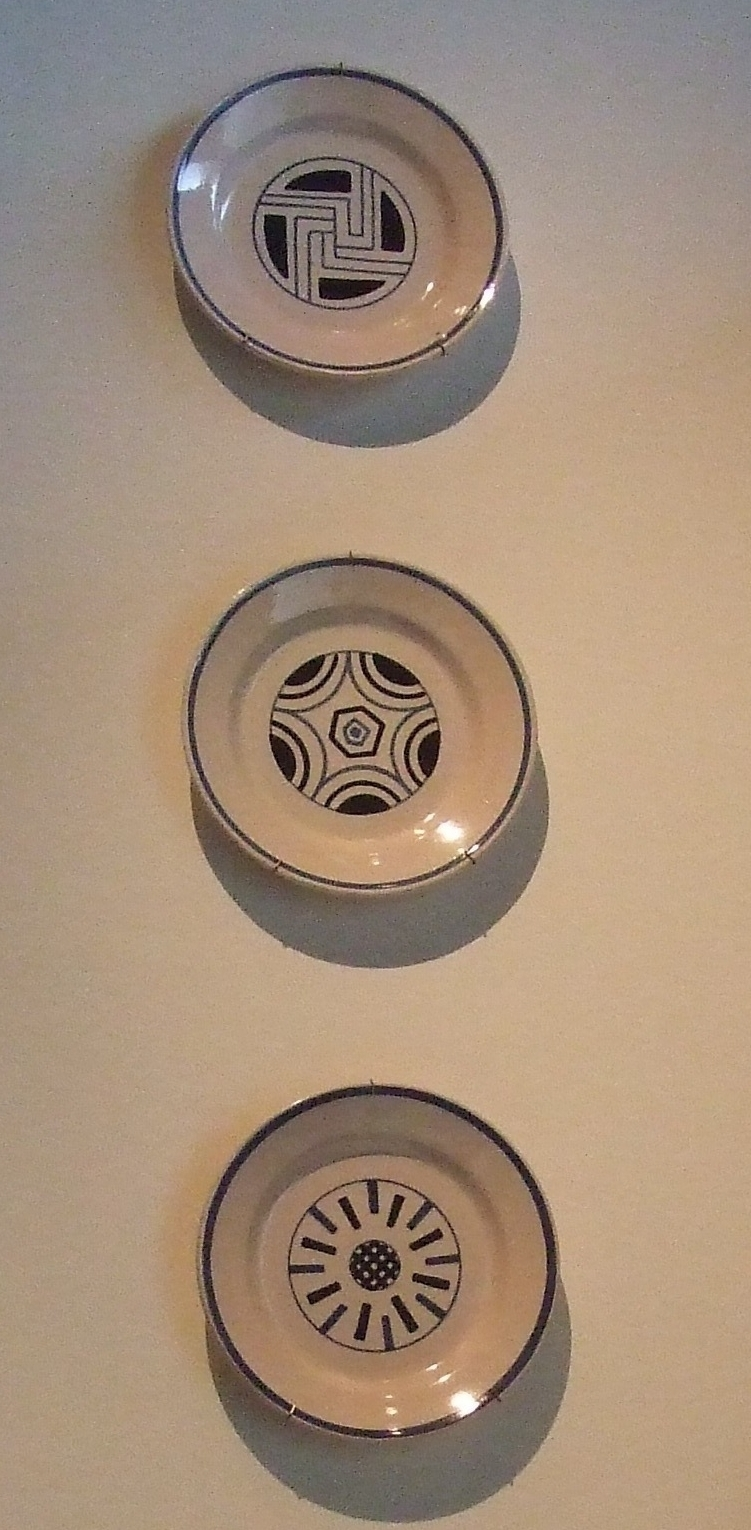
マリヴェルがデザインした皿
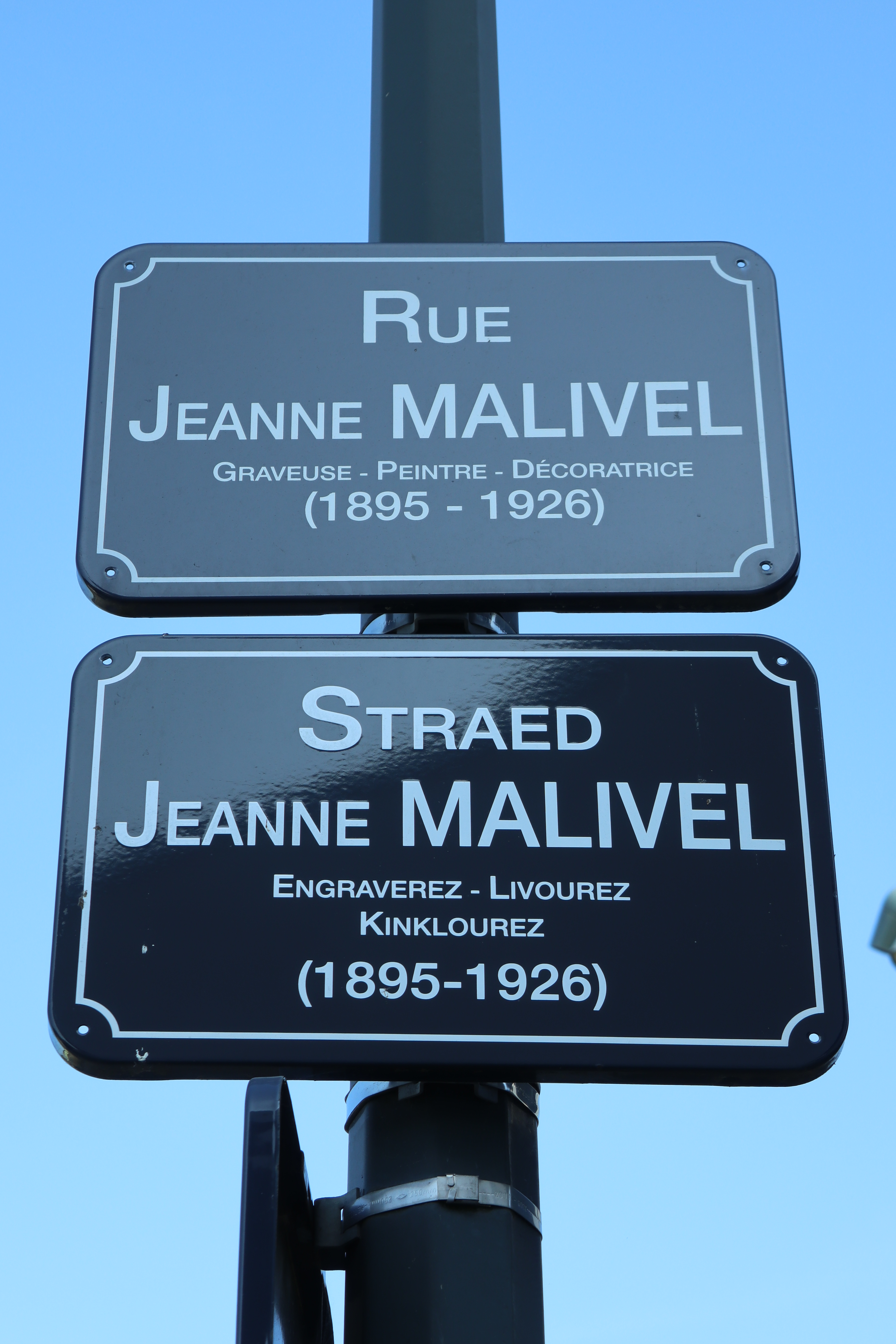
マリヴェルの名はレンヌの通りの名前になっている